# Crenicichla adspersa
Crenicichla adspersa és una espècie de peix de la família dels cíclids i de l'ordre dels perciformes.

## Morfologia
Els mascles poden assolir els 29 cm de longitud total.

## Distribució geogràfica
Es troba a la conca del riu Amazones.